# Veľká Čalomija
Veľká Čalomija és un poble i municipi d'Eslovàquia. Es troba a la regió de Banská Bystrica.

## Història
La primera menció escrita de la vila es remunta al 1244.

## Demografia
| Godina             | 1994 | 2004   | 2014   | 2024   |
| ------------------ | ---- | ------ | ------ | ------ |
| Nombre de persones | 672  | 617    | 604    | 579    |
| Diferència         |      | −8,18% | −2,10% | −4,13% |

| Godina             | 2023 | 2024   |
| ------------------ | ---- | ------ |
| Nombre de persones | 582  | 579    |
| Diferència         |      | −0,51% |